# Pod sretnom zvijezdom (telenovela)
"Pod sretnom zvijezdom" je hrvatska telenovela autorice Diane Pečkaj Vuković. Glavni redatelj je Branko Ivanda, dok su ostali redatelji Daniel Kušan, Mladen Dizdar, Aldo Tardozzi i Tomislav Rukavina. Telenovela je sa snimanjem krenula 6. veljače 2011. "PSZ" je s emitiranjem krenula 14. ožujka 2011. na Novoj TV, u terminu od 18:10 h.

## Radnja
Elizabeta "Beti" Vrban za svoj jubilarni, četrdeseti rođendan okuplja bliske prijateljice u jednom zagrebačkom restoranu. Svaka od žena poželi jednu želju u vrijeme puhanja rođendanskih svijećica, nesvjesna da će se njihove želje već idućeg dana početi ostvarivati. No ipak, te želje nisu baš onakve kakve su ih poželjele.

## Glazba
Naslovna pjesma "Pamtim samo sretne dane" je hrvatski glazbeni klasik, te veliki hit koju je početkom 80-ih pjevala Gabi Novak. Autori su Kemal Monteno i Arsen Dedić. Za potrebe telenovele snimljena je posebna verzija pjesme u novom aranžmanu kojeg je napravio Ante Gelo uz pomoć Arsena Dedića koji se u pjesmi pojavljuje i glasom. Obradu pjesme otpjevala je mlada pjevačica Ivana Starčević.

## Zanimljivosti
- Prva telenovela autorice Diane Pečkaj Vuković koja se emitira na Novoj TV. Prošle telenovele iste autorice su dosad emitirane na HRT-u (Sve će biti dobro, Dolina sunca).

- Mirna Medaković, Sandra Lončarić, Ranko Zidarić, Zijad Gračić, Robert Kurbaša, Petar Ćiritović, Dean Krivačić, Barbara Nola, Nikša Marinović, Csilla Barath Bastaić, Mario Valentić i Romina Vitasović zajedno su nastupali u uspješnoj telenoveli "Dolina sunca" koja se 2009. i 2010. godine emitirala na konkurentskoj televizijskoj postaji HRT.

- "Pod sretnom zvijezdom" je glumački debi u svijetu telenovela za veterane Milu Elegović, Hrvoja Barišića, Jadranku Matković, Mirjanu Majurec i Nelu Kočiš, mlade glumce Taru Rosandić, Miju Biondić, Jasmina Mekića i Marka Cindrića, slovenačku glumicu Katarinu Čas kao i glumačke naturščike Tamaru Loos i Anitu Dujić.

- Prva uloga srpske glumačke veteranke Nede Arnerić u hrvatskoj seriji.

- Iako je u početku bilo najavljeno da će serija imati 250 epizoda, Nova TV je zbog nezadovoljavajuće gledanosti skratila narudžbu na 75 epizoda.

## Emitiranje
Telenovela je premijeru doživjela 13. ožujka 2011. na bosanskohercegovačkim televizijskim kanalima RTRS i FTV, dan prije premijere u zemlji porijekla. U Hrvatskoj je serija započela s emitiranjem 14. ožujka 2011. na Novoj TV u 18:10 h. Reprize telenovele emitiraju se na Novinom sestrinskom kanalu Doma TV u terminu 20:00 h. U Crnoj Gori, serija je krenula s emitiranjem također 14. ožujka na IN Televiziji u terminu 21:00 h. Emitiranje telenovele najavile su i srpska televizija B92, kao i makedonska A1 Televizija.

## Glumačka postava

### Glavna glumačka postava
| Glumac/glumica       | Lik                    |
| -------------------- | ---------------------- |
| Mila Elegović        | Elizabeta "Beti" Boras |
| Linda Begonja        | Nina Herceg            |
| Mirna Medaković      | Tonka Herceg           |
| Sandra Lončarić      | Suzana Ivanović        |
| Hrvoje Barišić       | Krešo Ivanović         |
| Ranko Zidarić        | Martin Vrban           |
| Zijad Gračić         | Egon Martinović        |
| Robert Kurbaša       | Vedran Gallo           |
| Petar Ćiritović      | Slaven Nikolić         |
| Mirjana Majurec      | Nera Nikolić           |
| Dean Krivačić        | Zlatko Boras           |
| Nela Kocsis          | Fanika                 |
| Barbara Nola         | Božena Fijan           |
| Aleksandar Srećković | Mijenko "Miki" Kovač   |
| Neda Arnerić         | Zora Martinović        |
| Tara Rosandić        | Marta Fijan            |
| Katarina Čas         | Ena Kolar              |
| Tamara Loos          | Silvija Vrban          |
| Anita Dujić          | Marina Boras           |
| Mia Biondić          | Dina Nikolić           |
| Marko Cindrić        | Ivo Nikolić            |
| Nikša Marinović      | Adam Nikolić           |
| Mario Valentić       | Frane Kapelo           |
| Jasmin Mekić         | Kruno †                |
| Petra Kurtela        | Vesna Bilić            |

## Vanjske poveznice
- Službena stranica serije  Arhivirana inačica izvorne stranice od 7. lipnja 2012. (Wayback Machine)